# Бродово (Горноуральський міський округ)
Бро́дово (рос. Бродово) — село у складі Горноуральського міського округу Свердловської області.
Населення — 598 осіб (2010, 611 у 2002).
Національний склад станом на 2002 рік: росіяни — 98 %.